# 元周安
元周安（？—528年），河南郡洛阳县（今河南省洛阳市东）人，追尊魏景穆帝拓跋晃之孙，爵封浚儀縣開國男，宣武帝、孝明帝時期官員。

## 生平
元周安是汝陰王拓跋天賜的第九子，元周安在史書中無傳，也從未提及其名，其事蹟只見於其墓誌銘，元周安在河陰之變中遇害身亡。死後追贈定州刺史、衛大將軍。

### 經歷
- 永平二年（509年）：初除羽林監。
- 延昌三年（514年）：轉任都水使者。
- 延昌三年（514年）：尋除游擊將軍。
- 神龜元年（518年）：擔任城門校尉，負責營構洛陽明堂。
- 神龜元年（518年）：同年兼官太僕少卿。
- 孝昌三年（527年）：擔任通直散騎常侍，加龍驤將軍。
- 武泰元年（528年）：以宗室身份封為浚儀縣開國男。
- 建義元年（528年）：河陰之變，遇害。

## 墓誌
民國十四年（1925年），元周安的墓誌在今天洛陽城北南陳莊村以東出土，碑石目前收藏在西安碑林。趙萬里的《漢魏南北朝墓誌集釋》圖版一二一收有墓誌拓片，趙超的《漢魏南北朝墓誌彙編》收有墓誌錄文。